# Philippe Baradel
Philippe Alphonse Baradel (* 6. Januar 1938 in Gérardmer; † 31. März 2009 in Servoz) war ein französischer Skilangläufer.
Baradel trat international erstmals bei den Nordischen Skiweltmeisterschaften 1962 in Zakopane in Erscheinung, wobei er den 58. Platz über 15 km und den 33. Platz über 30 km errang. Im März 1965 kam er beim Holmenkollen Skifestival auf den 16. Platz über 50 km. Bei den Nordischen Skiweltmeisterschaften 1966 in Oslo belegte er den 36. Platz über 15 km, den 26. Rang über 30 km, den 17. Platz über 50 km und zusammen mit Luc Colin, Victor Arbez und Félix Mathieu den achten Platz mit der Staffel. Letztmals international startete er bei den Olympischen Winterspielen 1968 in Grenoble. Dort lief er auf den 41. Platz über 30 km und zusammen mit Félix Mathieu, Victor Arbez und Roger Pires auf den 11. Platz mit der Staffel.